# Phosphotransférase
Les phosphotransférases sont une famille d'enzymes (numéro EC 2.7) qui catalysent les phosphorylations. Elles peuvent être distinguées en fonction du groupe acceptant le groupe phosphate.
La forme générale des réactions qu'ils catalysent est :
AP + B {\displaystyle \rightleftharpoons } BP + A
Où P est un groupe phosphate et A et B sont respectivement les molécules donneuse et acceptante.
Elles regroupent de nombreuses kinases, dont les créatine kinases, protéine kinases, pyruvate kinases, thymidine kinases, thymidylate kinase, kinases à double spécificité (en), glucokinases, hexokinases, histidine kinases, et nucléotidyltransférases.

## Classification
Les phosphotransférases sont généralement classées selon la molécule acceptrice.
- EC 2.7.1 Phosphotransférases avec un groupe alcool comme accepteur
- EC 2.7.2 Phosphotransférases avec un groupe carboxy comme accepteur
- EC 2.7.3 Phosphotransférases avec un groupement azoté comme accepteur
- EC 2.7.4 Phosphotransférases avec un groupe phosphate comme accepteur
- EC 2.7.9 Phosphotransférases avec accepteurs appariés. Dans ces réactions, un seul nucléotide triphosphate transfère deux phosphates à deux molécules acceptrices différentes, ce qui donne un nucléotide monophosphate et deux produits phosphorylés.

## Système phosphotransférase
Le système phosphotransférase (PTS) est un système complexe de translocation de groupe présent dans de nombreuses bactéries. Le PTS transporte les sucres (tels que le glucose, le mannose et le mannitol) dans la cellule. La première étape de cette réaction est la phosphorylation du substrat via la phosphotransférase pendant le transport. Dans le cas du glucose, le produit de cette phosphorylation est le glucose-6-phosphate (Glc-6P). En raison de la charge négative du phosphate, ce Glc-6P ne peut plus sortir librement de la cellule. C'est la première réaction de la glycolyse, qui dégrade le sucre en pyruvate.